# Rydzyna
Rydzyna (deutsch Reisen) ist eine Stadt im Powiat Leszczyński der Woiwodschaft Großpolen in Polen. Sie ist Sitz der gleichnamigen Stadt-und-Land-Gemeinde mit 9836 Einwohnern (Stand 31. Dezember 2020).

## Geschichte

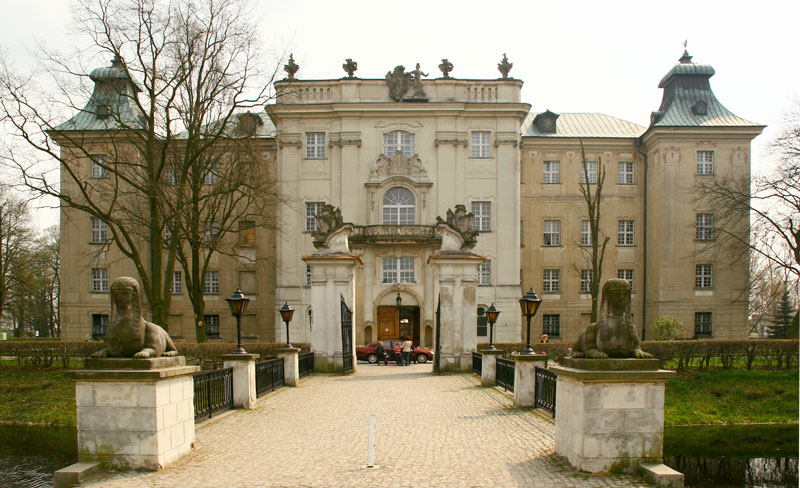
Schloss Reisen, 1742 bis 1745 von Baumeister Carl Martin Frantz im Rokoko-Stil umgestaltet

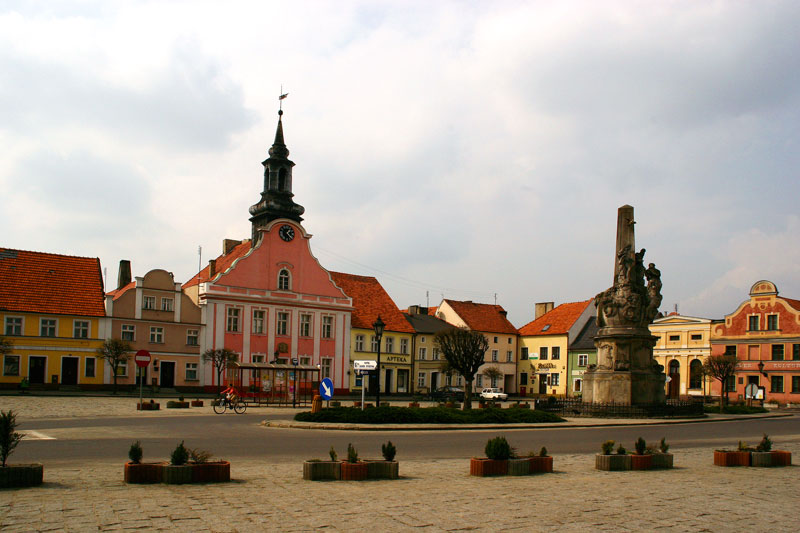
Marktplatz von Rydzyna

Die Ortschaft ist eine Gründung der böhmischen Grafen Werbna; sie erbauten Schloss und Kirche und hießen später nach dem Ort die Rydzyński. In einer Urkunde von 1403  wurde als Gründer der Ortschaft der Adelige Jan Rydzyński  genannt. Die Stiftungsurkunde der Stadt ist verbrannt, doch das Stadtsiegel enthält die Zahl 1422, und es galt deutsches Stadtrecht.
Im Jahr 1458 hatte die Stadt vier ausgerüstete Krieger zu stellen. Die Bewohner waren mehrheitlich Deutsche.
Die Stadt hat von ihrem Besitzer das Wappen Wierzbno übernommen, das eine Festungsbastei mit einer Vierfelder-Tafel auf der zwei Tafeln mit Pfeilen und zwei mit Lilien zu sehen sind, darstellt.
In dem Besitz der Familie Rydzyński war Rydzyna bis Ende des 17. Jahrhunderts.
Seit dem Ende des 17. Jahrhunderts gehörte die Stadt der Adelsfamilie Leszczyński und war zu Beginn des 18. Jahrhunderts auch häufiger Aufenthaltsort  des polnischen Königs Stanislaus I. Leszczyński. Als die Leszczyńskis aus Polen weichen mussten, verkauften sie die Grafschaft Leszno sowie die Herrschaft Rydzyna im Jahr 1738 an  den polnischen Magnaten Aleksander Józef Sułkowski, dessen Familie sie noch im 19. Jahrhundert in Besitz hatte. Da Sułkowski  auch   die Herrschaft Bielitz im österreichischen Schlesien aufgekauft hatte, die 1752 von Kaiser Franz I.   Stephan zum Fürstentum erhoben worden war, stand ihm seither der Titel deutscher Reichsfürst zu. August Anton Sułkowski (1820–1882) und  Anton Sułkowski (1844–1909) waren Mitglieder des Preußischen Herrenhauses.
Seit ihrer Zugehörigkeit zum Deutschen Reich hieß die Stadt Reisen. Bis 1887 gehörte Reisen zum Kreis Fraustadt (poln. Wschowa), von 1887 bis 1920 war es Bestandteil des Kreises Lissa.  Nach dem Ersten Weltkrieg  wurde die preußische Provinz Posen  durch den Versailler Vertrag aufgelöst, die Stadt Reisen musste an die Zweite Polnische Republik abgetreten werden, zu der sie von 1920 bis 1939 unter dem Namen Rydzyna  gehörte.
Beim deutschen Überfall auf Polen wurde die Region 1939 von der Wehrmacht besetzt. Danach wurde der Ort bis zum Kriegsende 1945 vom Deutschen Reich völkerrechtswidrig annektiert und dem Landkreis Lissa (Wartheland) angegliedert. Gegen Ende des Zweiten Weltkriegs wurde die Stadt im Frühjahr 1945 von der Roten Armee besetzt und wieder polnisch.

## Einwohnerentwicklung
| Jahr         | Einwohner | Anmerkungen |
| ------------ | --------- | --- |
| Ende 18. Jh. | 1615      | 195 Wohnhäuser, 1 katholische und 1 evangelische Kirche, 1 Hospital, 24 Mühlen, 171 Juden, >10 % Katholiken, hauptsächlich Leinweberei |
| 1816         | 1290      | [ 1 ] |
| 1819         | 1256      | 1 lutherische und 1 katholische Kirche, 191 Häuser, 276 Juden. "Man treibt hier Ackerbau und einige Tuch- und Leineweberei".           |
| 1837         | 1329      | [ 1 ] |
| 1843         | 1377      | [ 1 ] |
| 1858         | 1516      | [ 1 ] |
| 1861         | 1493      | [ 1 ] |
| 1885         | 1202      | davon 742 Evangelische, 403 Katholiken und 57 Juden in 183 Wohngebäuden                                                                |
| 1905         | 1123      | davon 560 Katholiken, 549 Evangelische und 14 Juden in 190 Wohngebäuden (814 Deutsche, 309 Polen)                                      |

## Sehenswürdigkeiten
Das gotische Schloss Rydzyna der Adelsfamilie Rydzyński wurde zu Beginn des 15. Jahrhunderts von Johannes von Czernina aus Rydzyna errichtet. Es wurde von der Familie Leszczyński übernommen und auf seinen Mauern wurde von 1682 bis 1695 das barocke Schloss gebaut. Weitere Umbauten erfolgten um 1700 nach Plänen des italienischen Architekten Pompeo Ferrari. Zusammen mit seinem Park und den angrenzenden Flächen stellte es damals die prachtvollste Magnatenresidenz in Großpolen dar. Von 1705 bis 1709 war es Residenz des polnischen Königs Stanislaus Leszczynski. 1709, während des Nordischen Krieges, wurde das Schloss von Truppen des Zaren teilweise niedergebrannt.
Sein Schloss in Rydzyna hatte Stanislaus Leszczynski an Alexander Josef Sulkowski verkauft, der ihm seine vormalige Pracht wiedergab. Die Familie Sułkowski übernahm das Schloss, welches in den Jahren 1742 bis 1745 vom Baumeister Carl Martin Frantz, einem Sohn des aus Reval stammenden Architekten Martin Frantz, erneut umgebaut wurde. Das Schloss erhielt zu dieser Zeit neue Dächer, die Fassaden und der prachtvolle Haupteingang wurden im Rokokostil umgestaltet. Die Arbeiten am Schloss und seiner Umgebung wurden dann von Fürst August, Alexander Josef Sulkowskis Sohn, weitergeführt. Die Wirtschaftsgebäude des Schlosses wurden mit klassizistischen Fassaden versehen und auch der Ballsaal wurde im selben Stil ausgeschmückt. Neu errichtete man die Orangerie und die stilvollen Pavillons im Park. Die fürstliche Residenz der Familie Sulkowski war in den 1780er Jahren in ganz Großpolen als kulturelles Zentrum (Hoftheater der Familie Sulkowski) und Bildungszentrum (Gymnasium des Piaristenordens) berühmt.
Der letzte Umbau erfolgte in den Jahren 1785 bis 1790 unter der Leitung von Ignacy Graff; die Pläne werden dem Architekten Domeniko Merlini (1730–1797) zugeschrieben. Neben Rogalin, Kórnik und Gołuchów zählt Schloss Rydzyna zu den bedeutendsten Palastbauten in Großpolen.
Die Nationalsozialisten richteten 1940 im Schloss die Nationalpolitische Erziehungsanstalt Reisen ein. Die heutige Form kann nicht mehr als barockes Original gelten, da das Schloss 1945 von den sowjetischen Truppen niedergebrannt, und erst 1970 bis 1989 nach alten Plänen rekonstruiert wurde.
Die St.-Stanislaus-Kirche (Kościoł św. Stanisława) wurde in den Jahren 1746 bis 1751 im Stil des Barock gebaut.

## Gemeinde
Zur Stadt-und-Land-Gemeinde (gmina miejsko-wiejska) Rydzyna gehören die Stadt selbst und eine Reihe von Dörfern. Sie hat eine Fläche von 136 km².

## Persönlichkeiten
- Benjamin Neukirch (* 1665 in Rydzyna; † 1729 in Ansbach), Dichter und Herausgeber